# Organica militare
L'organica militare (comunemente, anche solo organica) è una disciplina, parte dell'arte militare, che studia gli aspetti organizzativi, ordinativi, di pianificazione e programmazione teorica, relativi alle forze armate. Può essere considerata la capostipite delle discipline organizzative; da essa la disciplina dell'organizzazione aziendale ha mutuato molti dei suoi principi.

## Descrizione

### Forze armate
Le forze armate sono il complesso di persone e mezzi di cui disponga il governo di uno Stato sovrano per implementare con l'uso della forza la sua politica estera e interna.
Dalle forze armate in senso stretto si distinguono le forze di polizia, che operano esclusivamente all'interno  dello Stato per tutelare l'ordine pubblico e la pubblica sicurezza; tuttavia possono considerarsi organizzazioni militari, in senso lato, anche quelle che costituiscono le forze di polizia quando i loro appartenenti hanno uno status assimilabile a quello dei militari e sono organizzate sul modello delle forze armate.
Nelle democrazie così come in molte altre forme di governo le forze armate sono collegate al governo attraverso un dicastero dell'amministrazione pubblica detto di solito ministero o dipartimento della difesa o della guerra, nel quale opera anche personale civile.

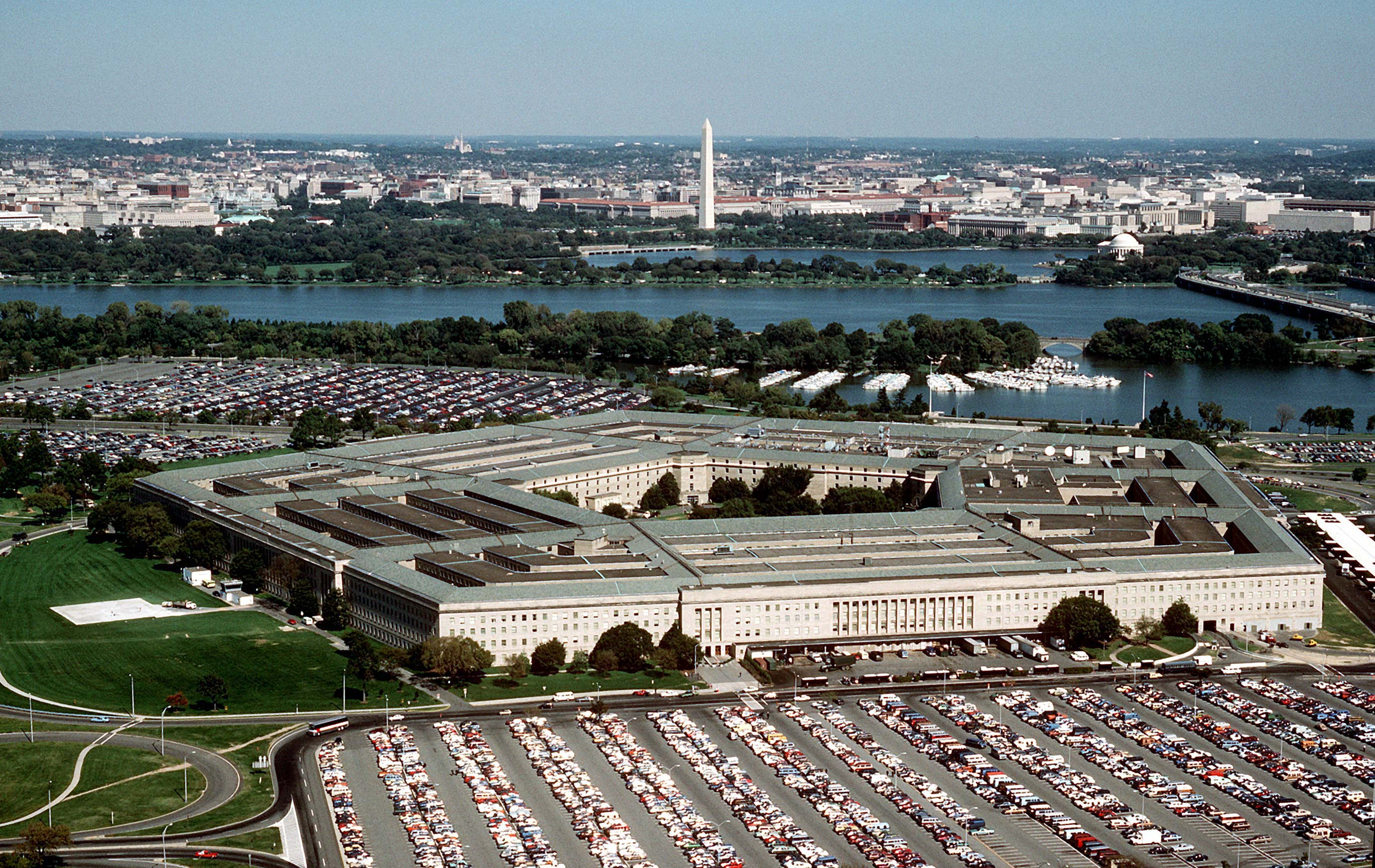
Il Pentagono, sede del Dipartimento della Difesa statunitense, a Washington, da cui dipende uno dei complessi militari più grandi del mondo.

Le forze armate sono ovunque caratterizzate da una complessa struttura gerarchica, con numerosi livelli di suddivisione. L'organizzazione di massimo livello è la forza armata; di solito ce ne sono tre:
- l'esercito,
- la marina militare (negli stati che hanno uno sbocco sul mare),
- l'aeronautica militare

che operano rispettivamente in terra, in mare e nell'aria (anche se tale ripartizione degli ambiti operativi non è sempre netta).
In alcuni stati possono esserci ulteriori forze armate, quali i marine, la gendarmeria (con funzioni di polizia militare), la guardia costiera (con funzioni di polizia in ambito marittimo), forze paramilitari di vario tipo (formate da elementi civili organizzati e addestrati con modalità militari) e così via. Vi sono inoltre organizzazioni interforze che comprendono elementi appartenenti a più di una forza armata. Negli stati più piccoli può esserci un'unica forza armata.

### Unità e reparti
Le strutture organizzative in cui si suddividono le forze armate si distinguono, per lo meno nei paesi occidentali, in unità e reparti.
Le unità, in senso stretto, sono le più piccole strutture organizzative in grado di operare autonomamente; nell'esercito possono essere il battaglione o il reggimento, nella marina le singole navi da combattimento. Tipicamente un'unità è costituita da elementi omogenei per specializzazione d'impiego (e, quindi, per arma di appartenenza: fanteria, artiglieria, ecc.) e ha al suo interno le strutture per le funzioni amministrative e di comando.
Qualsiasi suddivisione più piccola di un'unità è detta reparto o minore unità.
Una grande unità è invece una struttura organizzativa che raggruppa più unità o grandi unità di livello inferiore. Nell'esercito ne sono esempi le brigate e le divisioni.
La denominazione delle unità e dei reparti è piuttosto omogenea tra paese e paese anche se presenta variazioni non solo tra una forza armata e l'altra ma anche, talvolta, all'interno della stessa forza armata, in base all'arma e alla specialità. Nell'esercito si hanno di solito, in ordine crescente: squadra, plotone, compagnia o batteria (nell'artiglieria) o squadrone (nella cavalleria), battaglione, reggimento (non sempre presente), brigata, divisione, corpo d'armata, armata e gruppo d'armate. Nella marina si hanno, invece, di solito: divisione, squadra e armata o flotta. Possono anche essere create unità per l'assolvimento di uno specifico compito, assemblando temporaneamente elementi provenienti da altre unità: ne sono esempi il gruppo tattico (avente la consistenza di un battaglione) nelle forze terrestri e la task force, eventualmente suddivisa in task group, nelle forze navali.
L'insieme delle persone, delle armi e del materiale assegnati ad un determinato reparto o unità costituisce il suo organico.

### Comandi e stati maggiori
Ogni unità o reparto è posta sotto l'autorità e responsabilità di un comandante, che è un ufficiale o, nei reparti di più basso livello, un sottufficiale (in certi casi anche un militare di truppa graduato). Il termine comando indica sia la funzione svolta dal comandante sia l'ufficio al quale è preposto; viene anche utilizzato per indicare un gruppo di unità o personale che fa capo ad un comandante.
È detto comandante supremo quello posto a capo di tutte le forze armate dello stato, ruolo che nel passato era prerogativa del sovrano e che, negli stati odierni, è generalmente ancora attribuito al capo dello stato sebbene a titolo puramente cerimoniale (come avviene nei sistemi parlamentari) o con attribuzioni di natura politica (come avviene, ad esempio, nelle repubbliche parlamentari) che non si estendono al comando operativo.
In staff  al comandante possono esserci degli ufficiali di stato maggiore che lo supportano nella formulazione e nell'attuazione delle decisioni. Nelle grandi unità essi costituiscono lo stato maggiore, una struttura organizzativa articolata in reparti su base funzionale (logistica, intelligence, comunicazioni, operazioni, personale ecc.) e diretta da un capo di stato maggiore.
Esiste uno stato maggiore anche a livello di forza armata che, di norma, non supporta un comandante ma il governo. Solitamente esiste anche uno stato maggiore interforze (variamente denominato: stato maggiore della difesa, come in Italia, delle forze armate ecc.) che assicura il coordinamento tra le varie forze armate; con le stesse finalità può essere previsto anche un organo collegiale che riunisce il capo di stato maggiore interforze e quelli delle singole forze armate.

## Personale militare
Il personale che opera nelle forze armate ha in tutti in paesi uno status particolare, quello di militare, che lo differenzia dal rimanente personale dello stato e dal resto della popolazione (i civili). Va peraltro notato che nelle forze armate può operare anche personale civile con compiti ausiliari.
Lo status di militare comporta particolari doveri e una sensibile compressione di alcuni diritti: i militari, ad esempio, non possono aderire a sindacati o scioperare, devono alloggiare in apposite strutture, devono indossare un'uniforme ecc.
Per la violazione dei doveri loro imposti, i militari sono soggetti a particolari sanzioni disciplinari. Inoltre sono previsti particolari reati (detti, appunto, reati militari) che possono essere commessi solo da militari e per i quali sono di solito competenti speciali organi di polizia (polizia militare), giudici (giudici militari) e istituti di pena interni alle forze armate.

### Gerarchia
Il personale militare è ordinato secondo criteri gerarchici in base ai quali si distingue, innanzitutto una categoria superiore, i quadri, dal resto del personale (che, nelle forze terrestri, costituisce la truppa). I quadri si distinguono in:
- ufficiali, addestrati per svolgere funzioni di comando e altri compiti di elevata responsabilità o specializzazione; a loro volta si distinguono in:
  - ufficiali generali, detti in marina ufficiali ammiragli, comandanti di grandi unità in grado di operare indipendentemente per lunghi periodi di tempo (brigate e grandi unità di livello superiore, divisioni navali e grandi unità di livello superiore);
  - ufficiali superiori, comandanti di unità in grado di operare autonomamente per brevi periodi di tempo (battaglioni o reggimenti, grandi navi da guerra) o ufficiali di stato maggiore;
  - ufficiali inferiori, comandanti di reparti non in grado di operare autonomamente per periodi di tempo significativi o, in alcune unità, ufficiali di stato maggiore;
- sottufficiali, con funzioni ausiliarie rispetto agli ufficiali, quali il comando dei reparti di minore livello oppure compiti amministrativi o tecnici che comportano una certa responsabilità. In alcuni paesi anglosassoni gli appartenenti alla fascia superiore dei sottufficiali, detti warrant officers, costituiscono una categoria intermedia tra sottufficiali (non-commissioned officers) e ufficiali (commissioned officers).

All'interno di queste categorie il personale è ripartito in gradi, con denominazioni abbastanza omogenee tra paese e paese. Ad esempio, nelle forze terrestri si usano di solito i seguenti titoli, in ordine ascendente: "soldato" e "caporale" per la truppa, "sergente" per i sottufficiali, "sottotenente" o "alfiere", "tenente" e "capitano" per gli ufficiali inferiori, "maggiore", "tenente colonnello" e "colonnello" per gli ufficiali superiori, "generale" e, in certi paesi, "maresciallo" o "feldmaresciallo" per gli ufficiali generali, eventualmente con ulteriori specificazioni, come nella distinzione tra "sergente" e "sergente maggiore" o nei vari gradi dei generali (che, in molti paesi, sono: "brigadiere generale", "maggior generale", "tenente generale" e "generale").

### Reclutamento
S'intende per reclutamento il complesso delle operazioni di raccolta, selezione e inserimento nelle forze armate di nuovo personale (le reclute). Con il reclutamento il militare entra in servizio e vi rimane fino al congedo.
Il reclutamento può essere obbligatorio o volontario. Il reclutamento obbligatorio è fatto attraverso la leva, complesso di operazioni volte alla chiamata alle armi dei cittadini di sesso maschile (in alcuni stati anche di sesso femminile) nati in un determinato anno (che, pertanto, costituiscono una classe di leva).
Il personale può essere in servizio permanente, se presta servizio nelle forze armate a tempo indeterminato fino al raggiungimento di una certà età, oppure con obbligo di prestare servizio per un periodo di tempo determinato (ferma). Il reclutamento del personale in servizio permanente è volontario, quello del personale in ferma può essere obbligatorio o volontario; nel primo caso la ferma è breve (ad esempio, 12 mesi in Italia prima della sospensione della leva) nel secondo lunga (un certo numero di anni). Terminata la ferma il personale (se non opta per un nuovo periodo di ferma) è immesso nella riserva dalla quale può esser richiamato in servizio per brevi periodi di addestramento o per integrare gli organici delle forze armate in caso di guerra (in questo caso vengono richiamati prima coloro che sono stati congedati per ultimi).
Il reclutamento obbligatorio ha il vantaggio di assicurare un forte gettito di reclute e la creazione di cospicue riserve di elementi addestrati, da utilizzare in caso di necessità. Di contro, ha lo svantaggio di far entrare nelle forze armate personale non molto motivato e che, per la breve durata della ferma, può ricevere un addestramento piuttosto superficiale. Inoltre nelle società attuali, specie in quelle più ricche, il reclutamento obbligatorio presenta seri problemi di sostenibilità sociale, per motivi demografici e culturali. Il reclutamento volontario, invece, se è inferiore a quello obbligatorio dal punto di vista del gettito, non presenta i suoi svantaggi.
Nelle forze armate moderne gli ufficiali sono generalmente in servizio permanente e, prima di essere immessi nei ranghi, trascorrono un periodo di formazione in apposite istituzioni d'istruzione (accademie militari). In molti eserciti i sottufficiali possono essere promossi per merito ad ufficiali, in alcuni casi, però, con limitazioni nella carriera. Gli ufficiali in servizio permanente possono essere integrati da ufficiali di leva (ufficiali di complemento) il cui numero tende a crescere in caso di guerra.
Il resto del personale è invece di solito in ferma: alcuni stati (ad es. Stati Uniti, Gran Bretagna e ora anche l'Italia) ricorrono esclusivamente al reclutamento volontario, la maggioranza degli stati, invece, ricorre al reclutamento obbligatorio, integrato da quello volontario. In generale si nota una tendenza a passare dal reclutamento obbligatorio a quello volontario, soprattutto perché con l'evoluzione tecnologica la forza militare dipende sempre meno dal numero dei militari in organico e sempre più dal loro livello qualitativo di addestramento ed efficienza.